# Marele Premiu de la Miami
Marele Premiu de la Miami este un Mare Premiu de Formula 1 ce are loc anual pe Autodromul Internațional Miami cu un contract pe zece ani.

## Istoric
În 2018, o propunere pentru Marele Premiu de la Miami ca rundă a Campionatului Mondial de Formula 1 fost înaintată orașului Miami, 2019 fiind propus ca primă dată pentru cursă. După ce au apărut complicații din cauza planurilor de construcție și dezvoltare ale PortMiami, a fost depusă o propunere pentru o cursă din 2021 la Hard Rock Stadium. Traseul a mutat apoi locații din centrul orașului în zona de lângă Hard Rock Stadium și parcările din apropiere. Cursa nu a ajuns în calendarul 2021, deoarece Formula 1 a optat pentru o cursă pe un circuit stradal din Djedda pentru Marele Premiu al Arabiei Saudite. Evenimentul a făcut pentru prima dată parte din Campionatul Mondial de Formula 1 din 2022, cursa având loc pe Autodromul Internațional Miami pe un contract de zece ani. Marele Premiu inaugural a avut loc pe 8 mai.

## Circuitul
Circuitul a fost proiectat special pentru eveniment, cu mai multe proiecte de piste potențiale propuse și testate. Proprietarul stadionului, Stephen Ross, a încercat de câțiva ani să aducă Marele Premiu de la Miami înainte de a avea succes.

## Edițiile Marelui Premiu de la Miami
Toate edițiile au avut loc pe Autodromul Internațional Miami.
| An   | Pole position   | Cel mai rapid tur | Pilotul câștigător | Constructorul câștigător   | Raport |
| ---- | --------------- | ----------------- | ------------------ | -------------------------- | ------ |
| 2024 | Sergio Pérez    | Oscar Piastri     | Lando Norris       | McLaren-Mercedes           | Raport |
| 2023 | Sergio Pérez    | Max Verstappen    | Max Verstappen     | Red Bull Racing-Honda RBPT | Raport |
| 2022 | Charles Leclerc | Max Verstappen    | Max Verstappen     | Red Bull Racing-RBPT       | Raport |